# Marfaux

Marfaux este o comună în departamentul Marne, Franța. În 2009 avea o populație de 154 de locuitori.

## Vezi și

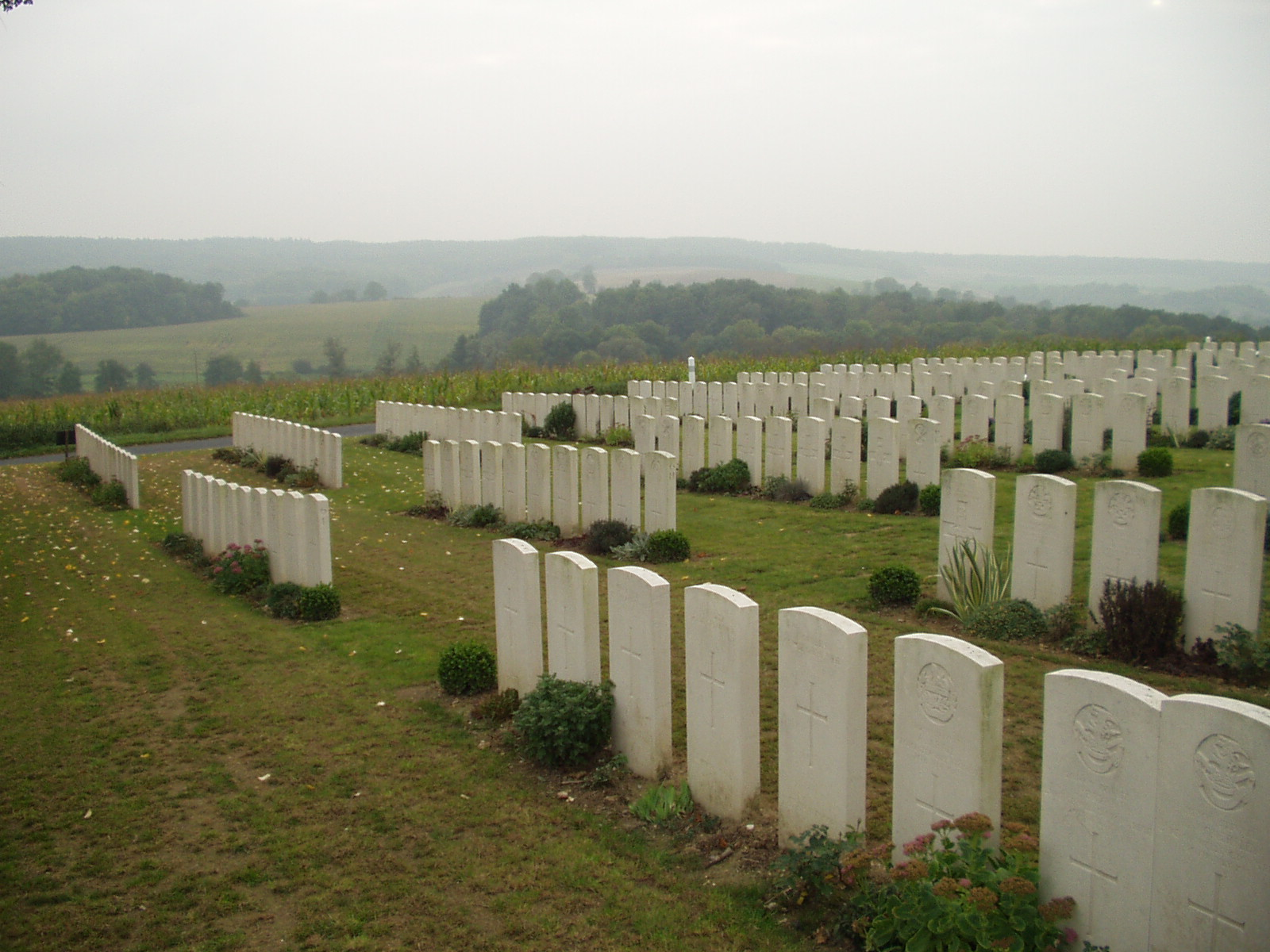
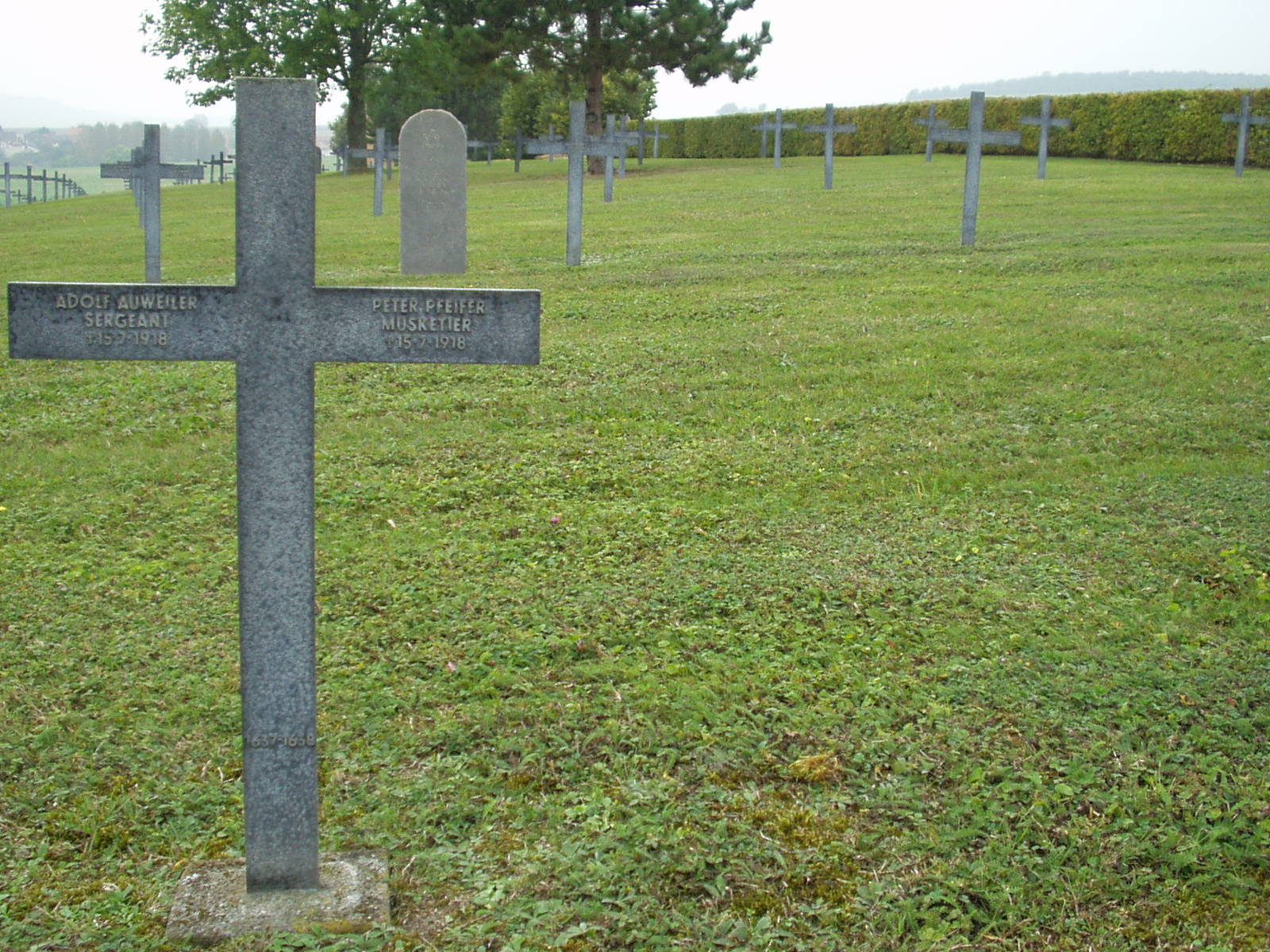
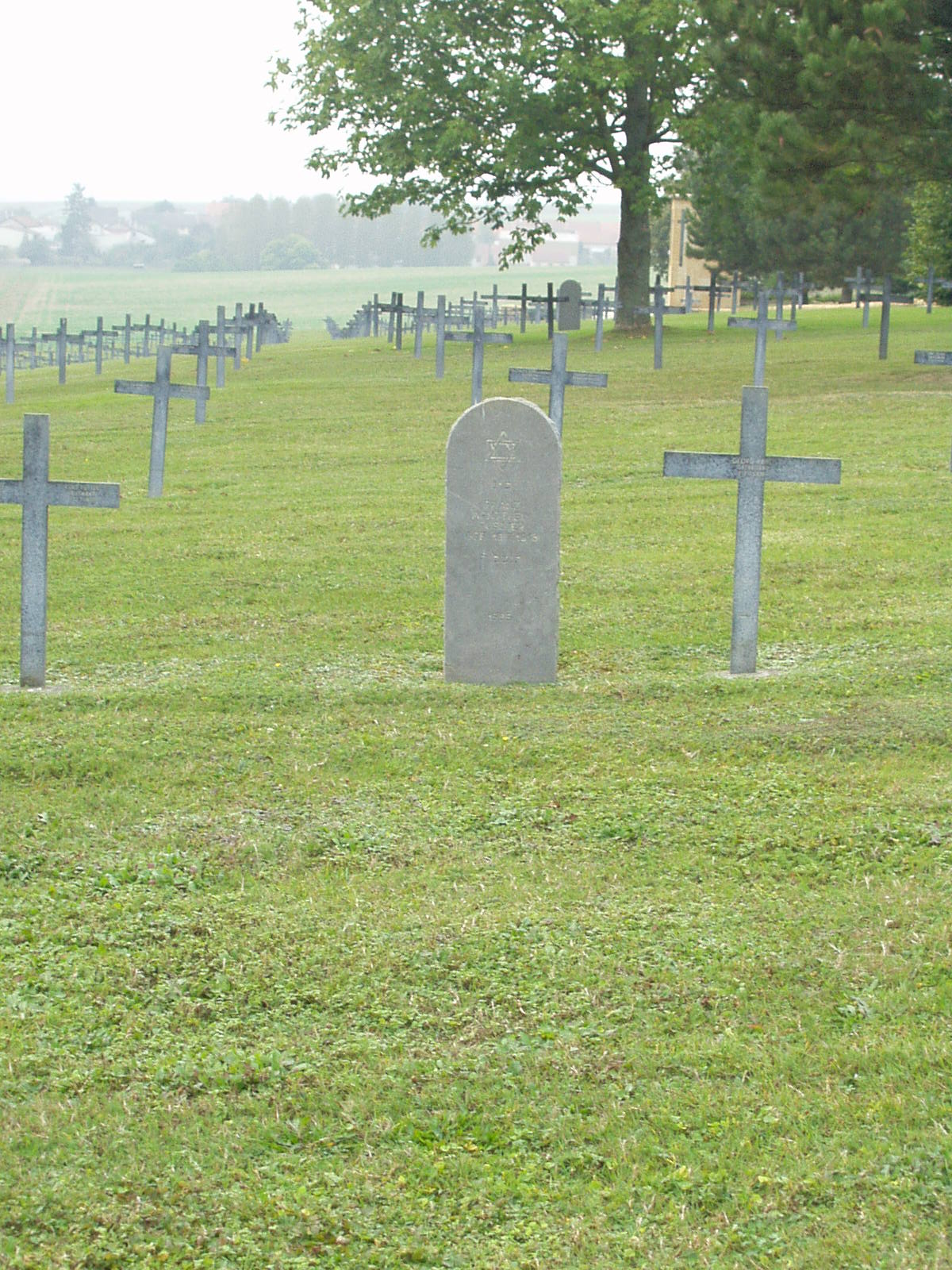